# Bunny Maloney
Bunny Maloney est une série d'animation 3D française en 52 épisodes d'environ 10 minutes , créée par le Studio Tanuki, réalisée par Stéphane Stoll, produite par Maia Tubiana et diffusée à partir du 29 juin 2009 sur Canal+, puis rediffusée depuis 2009, sur Canal+ Family et France 2 dans l'émission KD2A ainsi que Game One. Au Royaume-Uni, la série a été traduite en anglais et diffusée sur Kix! et la chaîne YouTube Kabillion avant d'être retirée.

## Synopsis
Bunny Maloney est un lapin rose anthropomorphe, la plupart du temps gaffeur et trop sûr de lui. Dans l'émission, il cohabite dans un appartement avec sa petite amie Candy Bunny et avec Jean-François, une créature bleue appartenant à une espèce à nombre réduit, ne sachant dire que son nom. Tous trois veillent sur la ville de Bunnycity, cible de l'infâme Débilouman, leur ennemi juré. Durant à peu près chaque épisode, Bunny et sa bande combattent Débilouman à bord de leur robot. L'émission relate également certaines cultures populaires et japonaises (manga) dans son animation 3D,.

## Distribution
- Martial Le Minoux : Bunny Maloney
- Élisabeth Ventura : Candy Bunny
- Marc Duquesnoy : Débilouman et Louis Picollin
- Corinne Martin : Charlotte
- Laurent Pasquier : Stan Ookie
- Vincent Violette : Modchi
- François Jérosme : Noacak

- Version originale
  - Studio d’enregistrement : ?
  - Direction de plateau : Nathalie Homs

## Production
La série relate les aventures d'un lapin rose anthropomorphe nommé Bunny ainsi que de ses amis, Candy et Jean-François. Après un présentation pilote réalisé en 2002 par le Studio Tanuki, le projet de l'émission passe entre les mains de France Animation / MoonScoop et France 2 pour une diffusion télévisuelle en 2005.
Après de multiples délais, la série devait débuter courant mars 2009 dans l'émission Cartoon+ sur Canal+ Family, mais elle fit l'objet d'une déprogrammation de dernière minute en raison d'un ton et de thèmes abordés jugés inappropriés à l'audience de la chaîne. La diffusion débute le 29 juin de la même année, en clair sur Canal+.
La chanson du générique français est interprétée par Olivia Ruiz.

## Épisodes
- - Épisode 1 : Candy voit double
  - Épisode 2 : Sos SMS
  - Épisode 3 : La puce atomique
  - Épisode 4 : Bisque bisque, rage
  - Épisode 5 : Hasta la vista, Bunny !
  - Épisode 6 : Joyeux anniversaire, Candy !
  - Épisode 7 : En avant, marche !
  - Épisode 8 : Ô ride, ô désespoir
  - Épisode 9 : Poilade paranormale (OU Nos ancêtres les lapins)
  - Épisode 10 : Poissons empoisonnés ! (OU Mes chers poissons)
  - Épisode 11 : Bunny rebondit !
  - Épisode 12 : Les carottes sont éternelles
  - Épisode 13 : Ménage de printemps
  - Épisode 14 : Moitié ou minable
  - Épisode 15 : L'interprétator 9000
  - Épisode 16 : La nuit des crevettes zombies (OU Croquantes crevettes)
  - Épisode 17 : Jean-Francois top-modèle
  - Épisode 18 : Les lapins viennent de Mars
  - Épisode 19 : Travaux d'intérêt général
  - Épisode 20 : Sauve qui peut ! (OU Poulpe populaire)
  - Épisode 21 : Libérez Potchi ! (OU Libre comme Potchi)
  - Épisode 22 : Stupide machine
  - Épisode 23 : Le marathon de java-danse (OU Tapis de java-danse)
  - Épisode 24 : En queue de poisson (OU A la pêche aux ennuis)
  - Épisode 25 : Votez Bunny !
  - Épisode 26 : Onyooo !
  - Épisode 27 : De mémoire de Bunny
  - Épisode 28 : Stan, cœur à prendre
  - Épisode 29 : Docteur Ookie
  - Épisode 30 : Charité bien ordonnée
  - Épisode 31 : Bunny est malade
  - Épisode 32 : Candy tombe des nues
  - Épisode 33 : Mystique en toc
  - Épisode 34 : Bunny au parfum
  - Épisode 35 : Alerte à l'haleine verte
  - Épisode 36 : Cookie folies
  - Épisode 37 : Les carottes, c'est la santé
  - Épisode 38 : Sauvetage en promo
  - Épisode 39 : Viva bunnyvania
  - Épisode 40 : Pas de burgers pour Bunny
  - Épisode 41 : Un problème de taille
  - Épisode 42 : Lapin contre lapin
  - Épisode 43 : D-réparetout
  - Épisode 44 : Nous venons en paix
  - Épisode 45 : Feu Bunny
  - Épisode 46 : Gros comme une maison
  - Épisode 47 : Jugement dernier
  - Épisode 48 : Mon ordi a du cœur
  - Épisode 49 : Vis ma vie
  - Épisode 50 : Bunny brûle les planches
  - Épisode 51 : Echec et audimat
  - Épisode 52 : La légende de Sac Man

## Gag récurrent
À chaque fin d'épisode un gag récurrent veut que le sous-marin de Débilouman sombre soit à cause de Bunny et ses amis soit par un élément tiers (voire parfois par Débilouman, lui-même ou son compère) couler et envoyer par le fond.